# Β-Uranofano
Β-Uranofano es el nombre de un mineral perteneciente al grupo de los nesosilicatos, que contiene uranio y calcio. Es un dimorfo del uranofano, que cristaliza en el sistema monoclínico. Son sinónimos: β-Uranofano β-Uranotilo, Beta-Uranofano, Uranofano-β. Ocurre como mineral secundario en la zona de oxidación de yacimientos de uranio en pegmatitas.